# Wambel

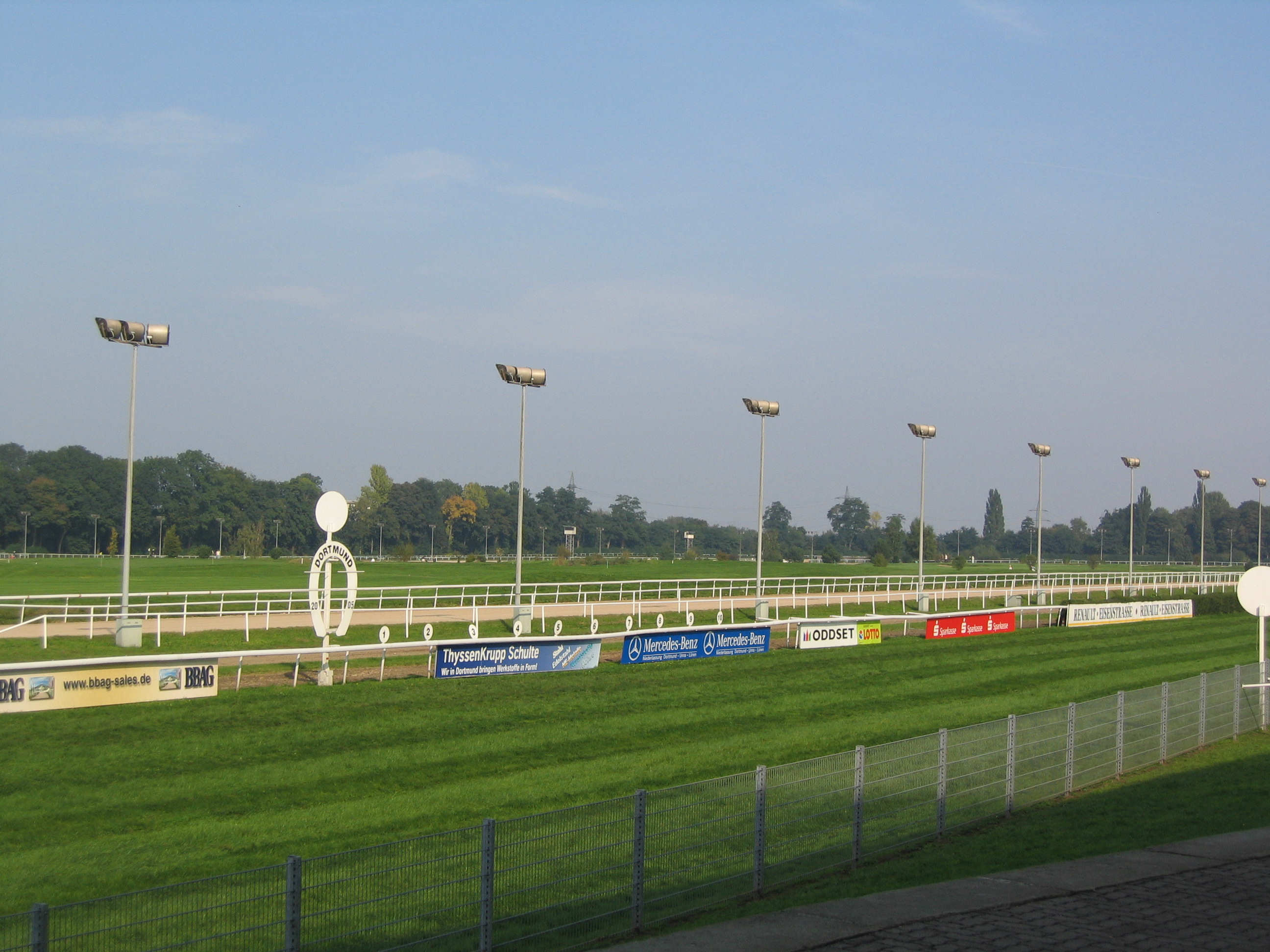
Galopprennbahn Dortmund in Wambel

Wambel ist ein Stadtteil der kreisfreien Großstadt Dortmund. Wambel ist der statistische Bezirk 33 und gehört zum Stadtbezirk Brackel. Am 31. Dezember 2024 lebten 7.580 Einwohner in dem Stadtteil. 

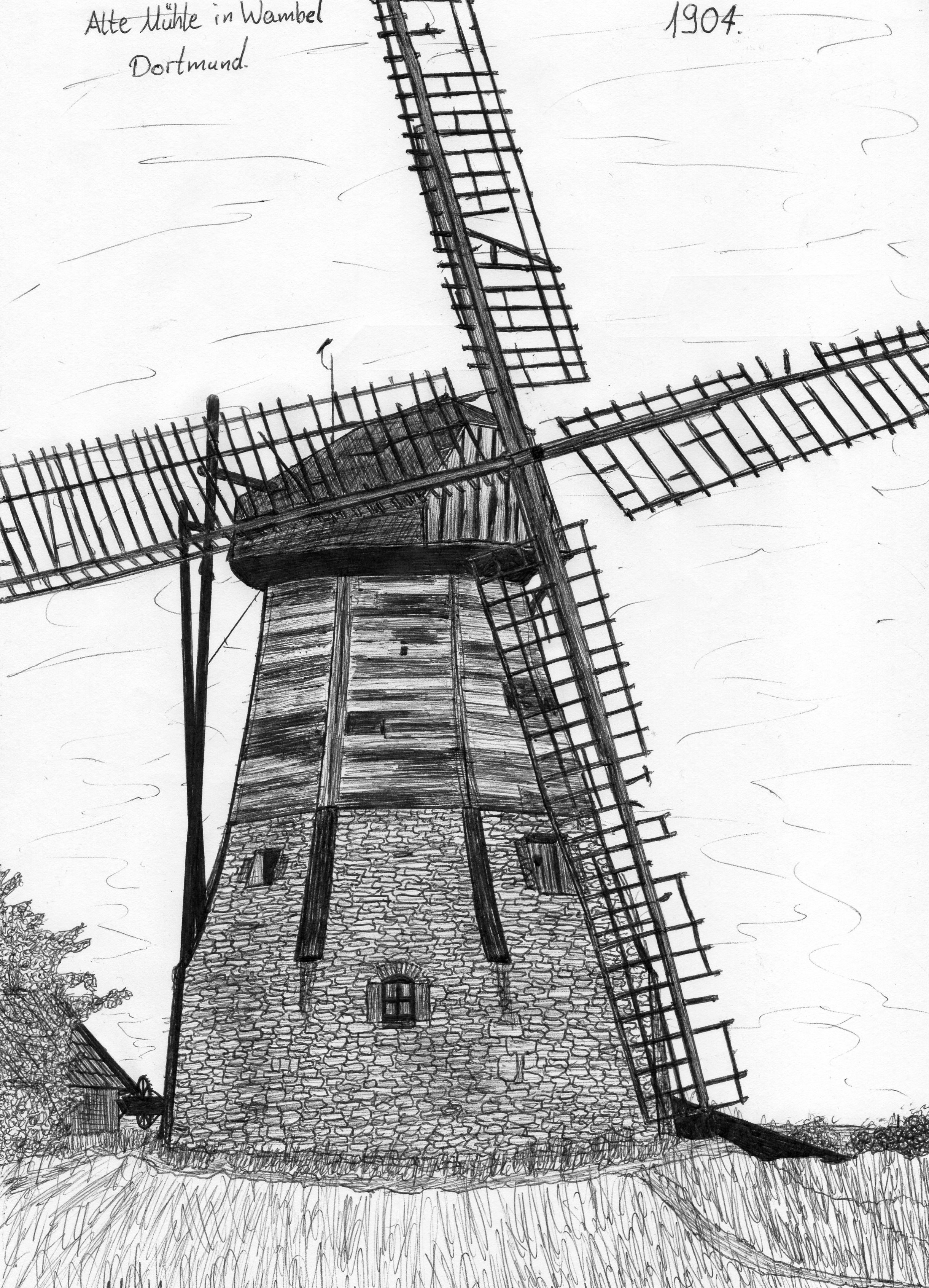
Die alte Wambeler Windmühle um 1904

## Geographie
Wambel liegt etwa 4 Kilometer östlich der Dortmunder Innenstadt am Hellweg, der alten Ost-West-Verbindung. Die Ortsmitte Wambels liegt auf einer Höhe von 82 m ü. NHN. Der Ort grenzt im Osten an den Stadtteil Brackel, im Westen an Körne, im Süden an Schüren und im Norden an den Stadtbezirk Scharnhorst.
Der Wambeler Norden ist durch eine gemischte Wohnbebauung geprägt. An der parallel zum Wambeler Hellweg verlaufenden Dorfstraße weist der Stadtteil mit einzelnen ehemaligen landwirtschaftlichen Gebäuden noch heute dörfliche Strukturen auf. Weiter nördlich befindet sich die Anfang der 1930er-Jahre entstandene Siedlung An der Gosekuhle mit zweistöckigen Mehrfamilienhäusern. Am nördlichen Ortsrand entstanden ab den 1950er-Jahren überwiegend Reiheneigenheime und kleinere Mehrfamilienhäuser.
Südlich des Hellwegs ist Wambel überwiegend durch Eigenheime geprägt. Im Bereich südwestlich des Ortskerns entstand zwischen 1919 und 1921 die Städtische Siedlung Nußbaumweg, die später privatisiert wurde und in welcher kleinere Reihenhäuser überwiegen. Weiter östlich befinden sich überwiegend Ein- und Zweifamilienhäuser. Am östlichen Wambeler Ortsrand entstand nach dem Bau des nahen Knappschaftskrankenhauses für die damals dort tätigen Ärzte die Bungalowsiedlung im Bereich Breierspfad, Heinrich-Wilkens-Straße und Akazienstraße.
In der weiter südlich gelegenen, Anfang der 1960er-Jahre entstandenen Siedlung an der Espenstraße und der Buchenstraße befinden sich Reihenhäuser sowie bis zu achtstöckige Mehrfamilienhäuser.
Südlich der S-Bahn-Linie 4 liegt die Dortmunder Galopprennbahn. Am südlichen Ortsrand Wambels befindet sich die Anfang der 2000er-Jahre auf dem Gelände der ehemaligen Kaserne Suffolk Barracks entstandene Wohnsiedlung, die durch Doppel- und Reihenhäuser geprägt ist. Dieser Bereich wird inoffiziell auch als Südwambel bezeichnet.

## Geschichte
Die urkundliche Ersterwähnung Wambels stammt aus dem Jahr 1138 und ist im Urkundenbuch I der Abtei Altenberg, Nr. 1 S. 2, als allodium quoddam situm in Westphalia nomine Wanemale zu finden. Der nach 1138 noch über zwei Jahrhunderte in verschiedenen Urkunden verwendete Ortsname Wanemale setzt sich zusammen aus dem Grundwort -mal (= Fleck im Sinne von Stelle) und dem Bestimmungswort aus der Wortfamilie wänum (= als Substantiv: Glanz; als Adjektiv: glänzend), was auf eine Siedlung an einer „hellen glänzenden Stelle“ hindeutet.
Die bislang vertretene Auffassung, Wambel mit der Ortsangabe Uuonomanha in dem auf das Jahr 882 datierten Werdener Urbar gleichzusetzen, wird nach neuen sprachwissenschaftlichen Untersuchen bezweifelt. Nach eingehenden Vergleichen mit ähnlichen Ortsnamen in Westfalen kommt der Ortsnamenforscher Michael Flöer zu dem Schluss, dass sich keine aussagekräftigen Anhaltspunkte für eine Identifizierung von Uuonomanha mit Wambel finden lassen. Wanemale kann sich weder aus Uuonomanha entwickelt haben, noch lässt sich eine Verschreibung plausibel machen, die es erlaubt, den Beleg dort anzuschließen. Sicher ist allein, dass durch die Bezeichnung villa eine Siedlung gemeint ist. Uuonomanha, das in keiner anderen Urkunde mehr auftaucht, ist höchstwahrscheinlich westlich von Dortmund in der Umgebung von Marten zu vermuten.
Ab etwa 1300 erhoben sowohl die Grafschaft Dortmund als auch die Grafschaft Mak territoriale Ansprüche auf das Dorf Wambel. 1486 wurde Wannemall, gelegen im Amt van Huerde, in einem märkischen Steuerregister genannt, dem Schatzbuch der Grafschaft Mark. Hierin waren für Wambel 27 Steuerpflichtige aufgelistet, die mit Beträgen zwischen 2 Oirt (= ½ Gulden) und 6 Gulden veranlagt wurden. Den höchsten Steuersatz von 6 Gulden mussten die sechs Großbauern Wynken to Everdinck, Henrick Haselhof, Ailbert Haselhoff, Rosenboem, Henrick Schult und Renolt Sundhoff entrichten. Mit einem Steuerschnitt von 3,87 Gulden pro Steuerpflichtigen lag Wambel deutlich über dem Durchschnittswert der Nachbarorte am Hellweg, was auf eine großzelligere Parzellierung der Wambeler Kotten- und Hofstellen hinweist. Haus Wambel, ein niederadeliger Herrensitz, der als Wasserburg etwa 400 m nördlich des Hellwegs lag, wurde im Schatzbuch deshalb nicht erwähnt, weil Adelige von der Steuer ausgenommen waren. Sie mussten stattdessen Kriegsdienste leisten.
Um Frieden mit dem immer mächtiger gewordenen Nachbarn zu bekommen, verglich sich die Stadt Dortmund, Rechtsnachfolger der Grafen von Dortmund, mit Herzog Wilhelm von Kleve-Jülich-Berg sowie Graf von Mark und Ravensberg (1539–1592). Nach langen Verhandlungen wurde in dem 1567 ratifizierten Vertrag die Zugehörigkeit von Wambel zur Grafschaft Dortmund festgeschrieben. Zur Sicherung der östlichen Grafschaftsgrenze nach Brackel setzten die Dortmunder die bereits vorhandene Wannemelsche landwehr wiederinstand und verlängerten sie nach Süden.
Im 19. Jahrhundert war Wambel eine Landgemeinde im Landkreis Dortmund und Amt Brackel. 1885 hatte die Gemeinde (plus 4 Wohnplätze) eine Fläche von 6,93 km², davon 462 ha Ackerland, 45 ha Wiesen und 30 ha Holzungen. Es gab 100 Wohngebäude mit 222 Haushaltungen und 1282 Einwohner.
Wambel wurde zum 1. April 1918 nach Dortmund eingemeindet.

## Sport in Wambel
Neben der bereits oben erwähnten Galopprennbahn und dem dort residierenden Dortmunder Rennverein gibt es verschiedene Sportmöglichkeiten in Wambel. Schach bei SC Wambel 77, Fußball, Handball, Turnen, Karate, Badminton und Ski (alles beim Wambeler SV 1920 e. V.), sowie auf dem Gelände der Rennbahn Golf. Außerdem liegt das Vereinsheim des Tauchvereins TSC Dortmund hier. Auch der Schützensport kann in Wambel praktiziert werden.

## Kirchen
Wambel hat drei christliche Kirchen. Die evangelische Jakobus-Kirche von 1908 am Wambeler Hellweg liegt im westlichen Teil Wambels. Zusammen mit der Matthäus-Gemeinde im benachbarten Ortsteil Körne bildet sie seit 2007 den Bezirk Apostel in der Kirchengemeinde St. Reinoldi.
Zentral gelegen ist die katholische St.-Meinolfus-Kirche, die zum Pastoralverbund Dortmund-Mitte-Ost gehört, in der Rabenstraße.
Der katholischen Kirche St. Meinolfus angegliedert ist die dort ansässige DPSG St. Meinolfus Dortmund Wambel (Deutsche Pfadfinderschaft Sankt Georg).
Zudem gibt es ein Gemeindezentrum der Neuapostolischen Kirche am Kirschbaumweg.

## Schulen und Jugend
Zentral liegt die Comenius-Grundschule, im Süden die Europa-Gesamtschule sowie im Osten die ehemalige Fröbel-Förderschule (heute die Primarstufe der Tremoniaschule). Im Norden befindet sich in der ehemaligen Wambeler Volksschule heute die Griechische Schule.
Es gibt eine evangelische Jugendfreizeitstätte. Im selben Gebäude befindet sich auch der evangelische Kindergarten Wambels. Der katholische Kindergarten der katholischen St.-Meinolfus-Gemeinde liegt in der Nachbarschaft der Grundschule. Des Weiteren gibt es die städtische FABIDO-Kindertagesstätte Akazienstraße; die Elterninitiative Kinderhaus Dorfstr. ist aus Wambel fortgezogen und in der Geßlerstraße neu beheimatet. In Südwambel betreibt die AWO eine Kindertagesstätte an der Allee 'Auf dem Hohwart'.

## Trivia
Unter anderem wurde eine Episode von Balko teilweise in Wambel gedreht.

## Bevölkerung
Zum 31. Dezember 2024 lebten 7.580 Einwohner in Wambel.
Struktur der Wambeler Bevölkerung:
- Bevölkerungsanteil der unter 18-Jährigen: 15,1 % [Dortmunder Durchschnitt: 16,2 % (2018)][14]
- Bevölkerungsanteil der mindestens 65-Jährigen: 19,7 % [Dortmunder Durchschnitt: 20,2 % (2018)][15]
- Ausländeranteil: 12,7 % [Dortmunder Durchschnitt: 22,3 % (2024)][16]
- Arbeitslosenquote: 5,7 % [Dortmunder Durchschnitt: 11,0 % (2017)][17]

Während das durchschnittliche Einkommen in den nördlichen Teilen Wambels etwa dem Dortmunder Schnitt entspricht, liegt das Einkommen in den südlichen Wohngebieten Wambels etwa 25 % über dem Dortmunder Durchschnitt.

### Bevölkerungsentwicklung
| Jahr | Einw. |
| ---- | ----- |
| 1987 | 6204  |
| 2003 | 7594  |
| 2008 | 7745  |
| 2012 | 7829  |
| 2013 | 7848  |
| 2016 | 7839  |
| 2019 | 7798  |
| 2022 | 7703  |

## Infrastruktur
Es existiert ein kleiner kommunaler Stadtteilfriedhof am Breierspfad; Relikte des ehemaligen Wambeler Totenhofs sind noch auf dem Tunneldach am Nussbaumweg erhalten.
Mitten durch den Ort verläuft der Wambeler Hellweg, über den auch die Stadtbahnstrecke U43 von Dorstfeld nach Wickede verläuft. Weiter südlich verläuft die Strecke der S-Bahn Rhein-Ruhr S 4 von Lütgendortmund nach Unna, ebenfalls in Ost-West-Richtung.
Die B 236 und die B 236n (Verbindung Schwerte – Lünen) führen durch Wambel, bzw. im Tunnel Wambel unter Wambel hindurch. Die B 1 bildet die Südgrenze Wambels. In Sichtweite der B 1 liegen die Finanzämter Dortmund-Ost und Dortmund-Unna.